# Hornera versipalma
Hornera versipalma är en mossdjursart som först beskrevs av Jean-Baptiste Lamarck 1816.  Hornera versipalma ingår i släktet Hornera och familjen Horneridae. Inga underarter finns listade i Catalogue of Life.